# Stredná hoľa
Stredná hoľa (język polski:Średnia Hala, 1876 m) –  szczyt we wschodniej części głównego grzbietu Niżnych Tatr na Słowacji. Znajduje się pomiędzy szczytami Orlová (1840 m) i Kráľova hoľa (1946 m). Od Kralowej Hali oddziela go jeszcze bezimienny, niewybitny i kopulasty wierzchołek 1875 m. W kierunku północnym od Średniej Hali odchodzi boczny grzbiet ze szczytem Dzurová (1559 m). Opływają go 2 potoki: Dzurová i Holičná. W stoki południowe wcinają się dwa źródłowe cieki potoku o nazwie Ždiarny potok.
Nazwę szczytu utworzono od znajdującej się na jego grzbiecie hali Stredná hoľa. Cały główny grzbiet Niżnych Tatr na odcinku między szczytami Bartková i Kráľova hoľa to naturalne, porośnięte trawami piętro halne, miejscami przetykane głazami. Dzięki temu rozciąga się z niego dookólna panorama widokowa. Dobrze widoczny jest stąd pobliski łańcuch Tatr.
Przez szczyt Średniej Hali biegnie znakowany czerwono główny, graniowy szlak Niżnych Tatr – Cesta hrdinov SNP.  Stoki południowe są łagodne, w północne stoki po obydwu stronach północnego grzbietu Średniej Hali wcinają się kotły lodowcowe.

## Szlak turystyczny
odcinek: Telgárt – Kráľova hoľa – Stredná hoľa – Orlová – Bartková – Ždiarske sedlo – Andrejcová – Priehybka – Ve ľká Vápenica – Priehyba – Kolesárová – sedlo Oravcová – Oravcová – Zadná hoľa – Ramža – Jánov grúň – Bacúšske sedlo – Sedlo za Lenovou – Czertowica – Kumštové sedlo – Králička – Schronisko Štefánika

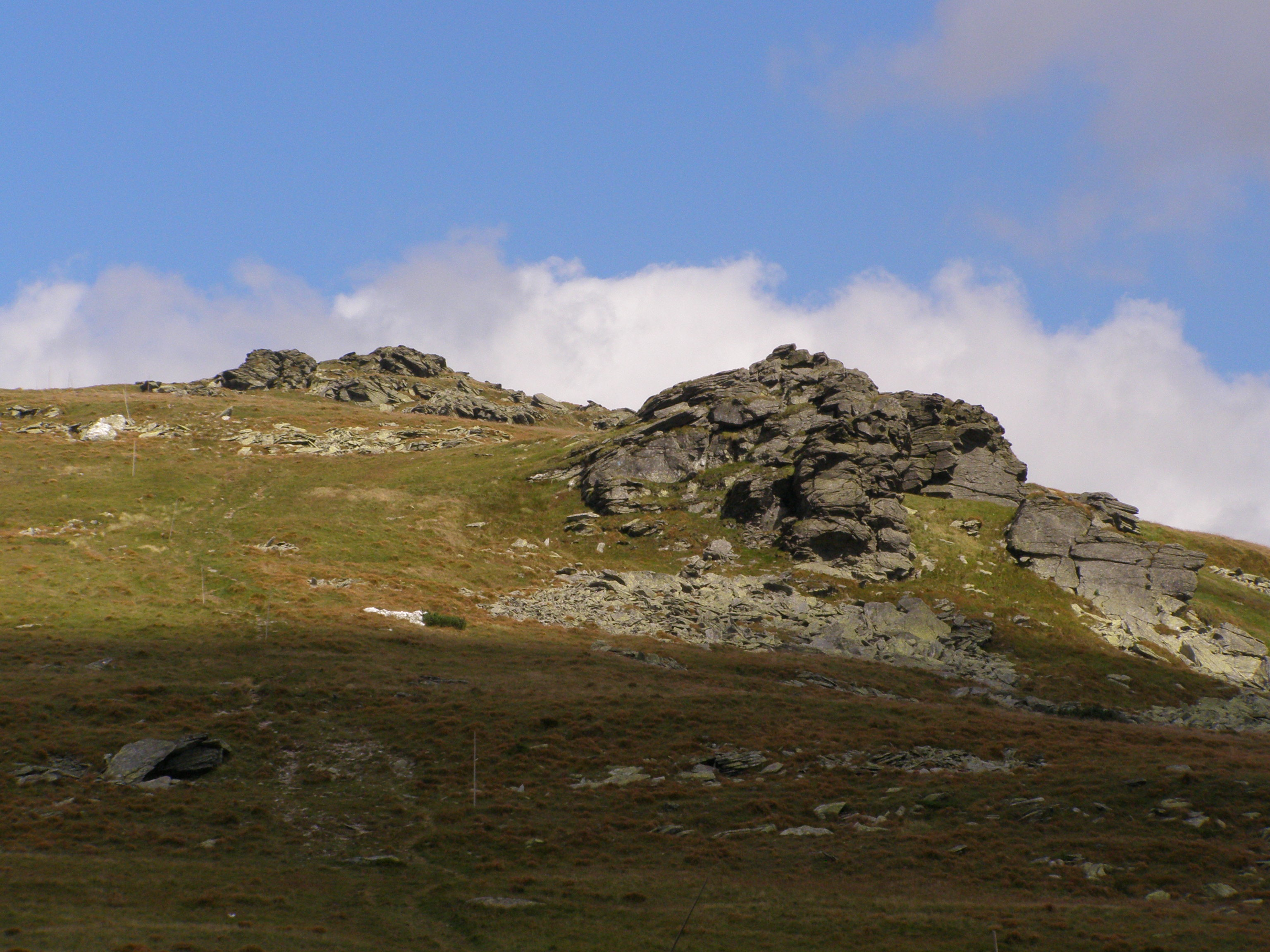
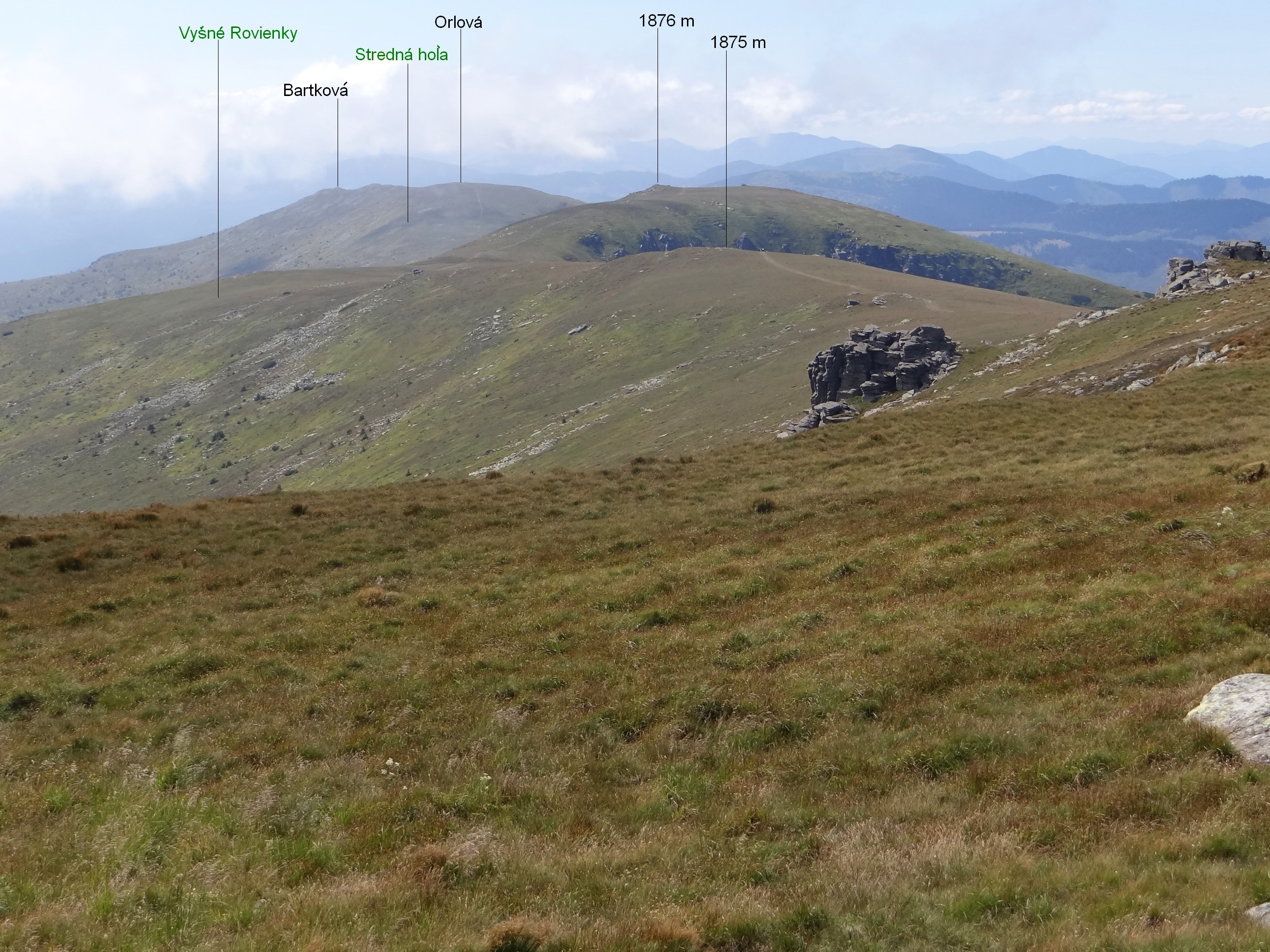
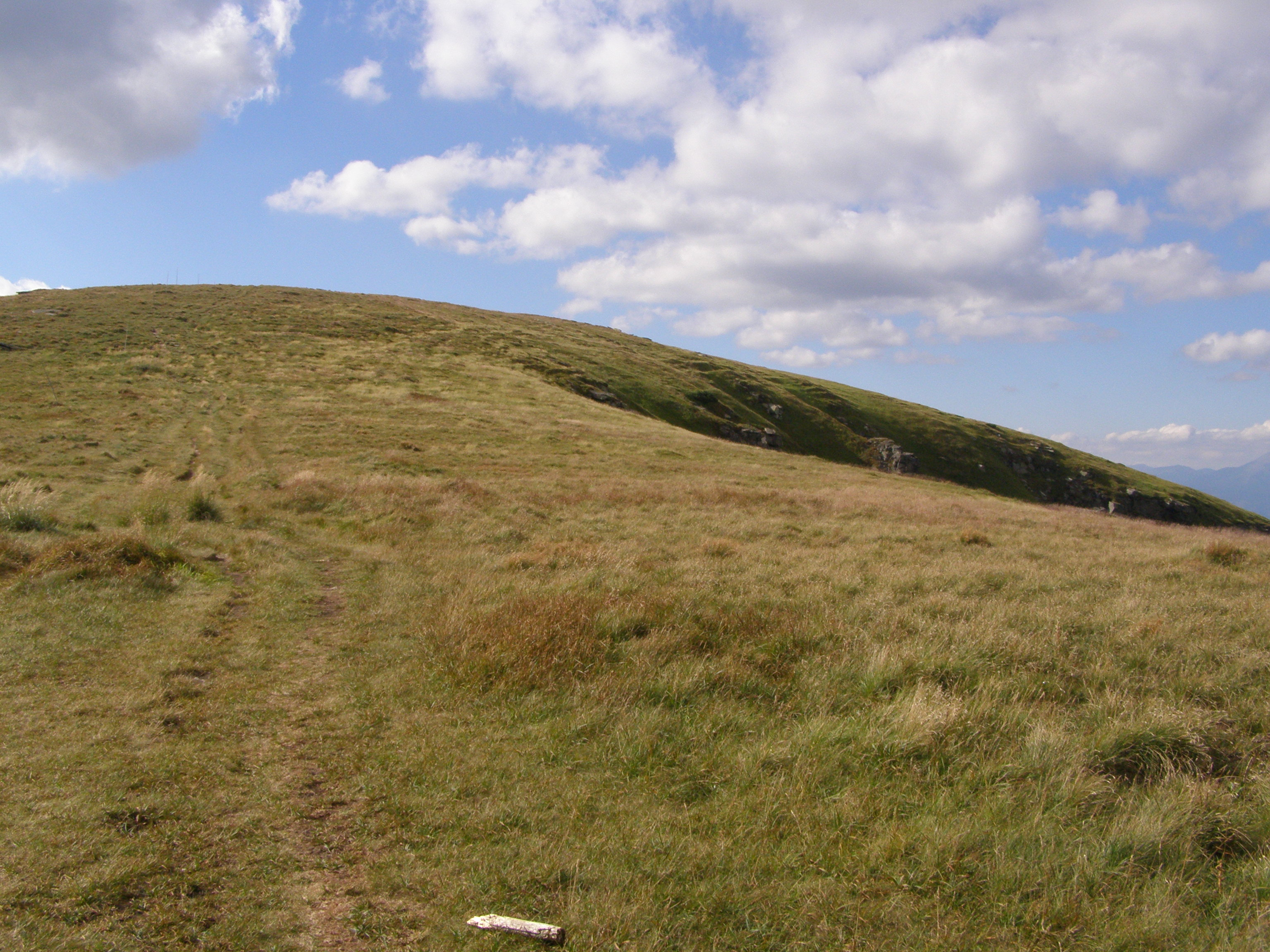